# Neuroembriología
La neuroembriología es la ciencia que estudia el desarrollo embrionario del sistema nervioso.

## Desarrollo embrionario en vertebrados
Dentro del desarrollo embrionario, el sistema nervioso es el primero que comienza a diferenciarse. 
Durante la tercera semana del desarrollo la capa dorsal del disco embrionario (ectodermo), se engrosa para dar origen a la placa neural. El conjunto  tiene forma de una zapatilla, piriforme, con la extremidad craneal más ancha que la caudal.
Esa placa neural se hunde originando el surco neural y, a cada lado del surco, se originan los pliegues neurales, los cuales se unen en la línea media a nivel de la cuarta somita para dar origen al tubo neural. El tubo neural se comunica con la cavidad amniótica a través de los neuroporos craneal y caudal. El neuroporo craneal cierra dos días antes (hacia el día 24º) que el neuroporo caudal.
El tubo neural queda introducido en el mesodermo, que lo rodea (situado por encima del endodermo, y por el ectodermo de revestimiento. Entre éste y el tubo neural se forma una hilera de células ectodérmicas: las células de la cresta neural que da origen a los ganglios de los nervios espinales y craneales, a los ganglios vegetativos, a las células de la médula suprarrenal y a los melanocitos. También origina otras estructuras de la cabeza: parte del esqueleto, iris, meninges blandas (leptomeninges), etc.
El extremo posterior del tubo neural da origen a la médula espinal. En cambio, el extremo anterior crece mucho más rápido y da origen a las tres vesículas cerebrales primitivas: anterior (prosencéfalo), media o mesencefálica, y posterior (rombencéfalo).
- Datos: Q6041275